# ماتياس غابرييل سيبالوس
ماتياس غابرييل سيبالوس (بالإسبانية: Matías Ceballos)‏ هو لاعب كرة قدم أرجنتيني في مركز الوسط، ولد في 20 أبريل 1984 في Gálvez, Santa Fe ‏ في الأرجنتين. لعب مع نادي أتليتيكو كولون.

## وصلات خارجية
- ماتياس غابرييل سيبالوس على موقع قاعدة بيانات كرة القدم.إي يو (الإنجليزية)
- ماتياس غابرييل سيبالوس على موقع Soccerway.com (الإنجليزية)
- ماتياس غابرييل سيبالوس على موقع عالم كرة القدم.نت (الإنجليزية)